# 奶爸当家
《奶爸当家》（英語：Guys with Kids，又译：带孩子的男人、轻熟男主夫团）是Jimmy Fallon、Charlie Grandy和Amy Ozols所创造的美国情景喜剧，本片于2012年9月12日起在NBC播出。